# Liste der Biografien/Bron
Liste der Biografien |
Portal Biografien |
Personensuche
# |
A |
B |
C |
D |
E |
F |
G |
H |
I |
J |
K |
L |
M |
N |
O |
P |
Q |
R |
S |
T |
U |
V |
W |
X |
Y |
Z |
?
 
Ba |
Be |
Bd |
Bg |
Bh |
Bi |
Bj |
Bl |
Bm |
Bn |
Bo |
Br |
Bs |
Bu |
Bw |
By |
Bz
 
Bra |
Brc |
Brd |
Bre |
Brg |
Bri |
Brj |
Brk |
Brl |
Brn |
Bro |
Brp–Brt |
Bru |
Brv |
Bry |
Brz
 
Broa |
Brob |
Broc |
Brod |
Broe |
Brof |
Brog |
Broh |
Broi |
Broj |
Brok |
Brol |
Brom |
Bron |
Broo |
Brop |
Broq |
Bror |
Bros |
Brot |
Brou |
Brov |
Brow |
Brox |
Broy |
Broz
Die Liste der Biografien führt alle Personen auf, die in der deutschsprachigen Wikipedia einen Artikel haben. Dieses ist eine Teilliste mit 205 Einträgen von Personen, deren Namen mit den Buchstaben „Bron“ beginnt.

## Bron
- Bron, Bas (* 1974), niederländischer Musiker
- Bron, Blaise (1918–2004), Schweizer Gebrauchsgrafiker, Designer, Ausstellungsgestalter, Buchgestalter und Fotograf
- Bron, Eleanor (* 1938), britische SchauspielerinEleanor Bron (* 1938)

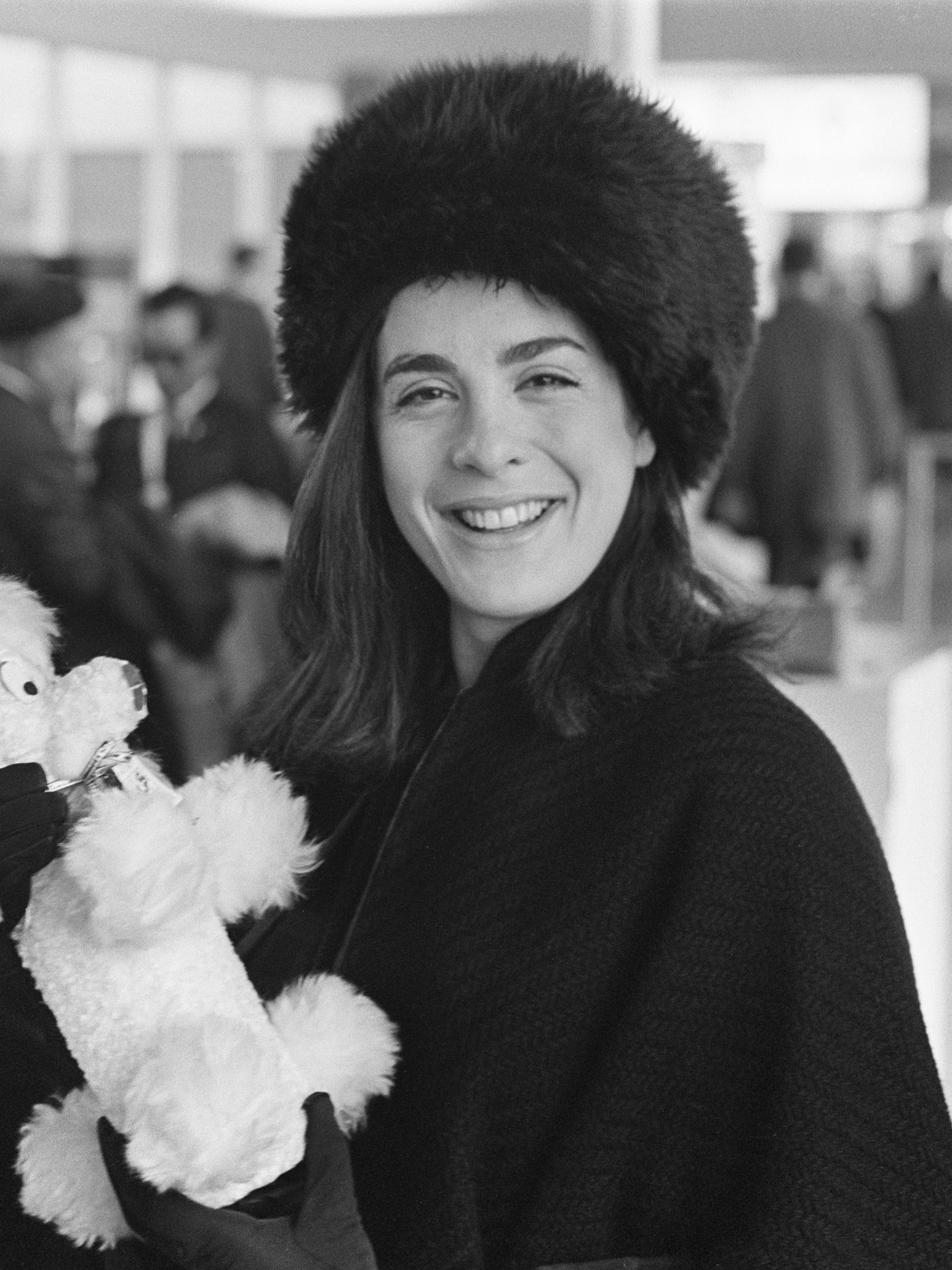
Eleanor Bron (* 1938)

- Bron, Jacques (1927–2015), Schweizer Schriftsteller
- Bron, Jean-Stéphane (* 1969), Schweizer Filmregisseur und Drehbuchautor
- Bron, Philippe (* 1958), französischer Freestyle-Skisportler
- Bron, Rob (1945–2009), niederländischer Motorradrennfahrer
- Bron, Wladimir Akimowitsch (1909–1985), russischer Schachkomponist
- Bron, Zakhar (* 1947), russischer Violinist

### Brona
- Bronakowski, Tadeusz (* 1959), polnischer römisch-katholischer Geistlicher, Weihbischof in Łomża

### Bronc
- Bronchorst, Eberhard (1554–1627), niederländischer Rechtswissenschaftler
- Bronchud, Manuel (1923–2012), spanischer Schauspieler
- Broncini, Fausto, uruguayischer Fußballspieler
- Bronck, Jonas († 1643), erster europäischer Siedler an der Mündung des Hudson River (1639)
- Bronckaert, Léon (* 1893), belgischer Turner
- Bronckhorst zu Gronsfeld, Otto Wilhelm von (1640–1713), katholischer Geistlicher, Weihbischof in Osnabrück und Münster, Apostolischer Vikar des Nordens
- Bronckhorst, Giovanni van (* 1975), niederländischer Fußballspieler und -trainerGiovanni van Bronckhorst (* 1975)

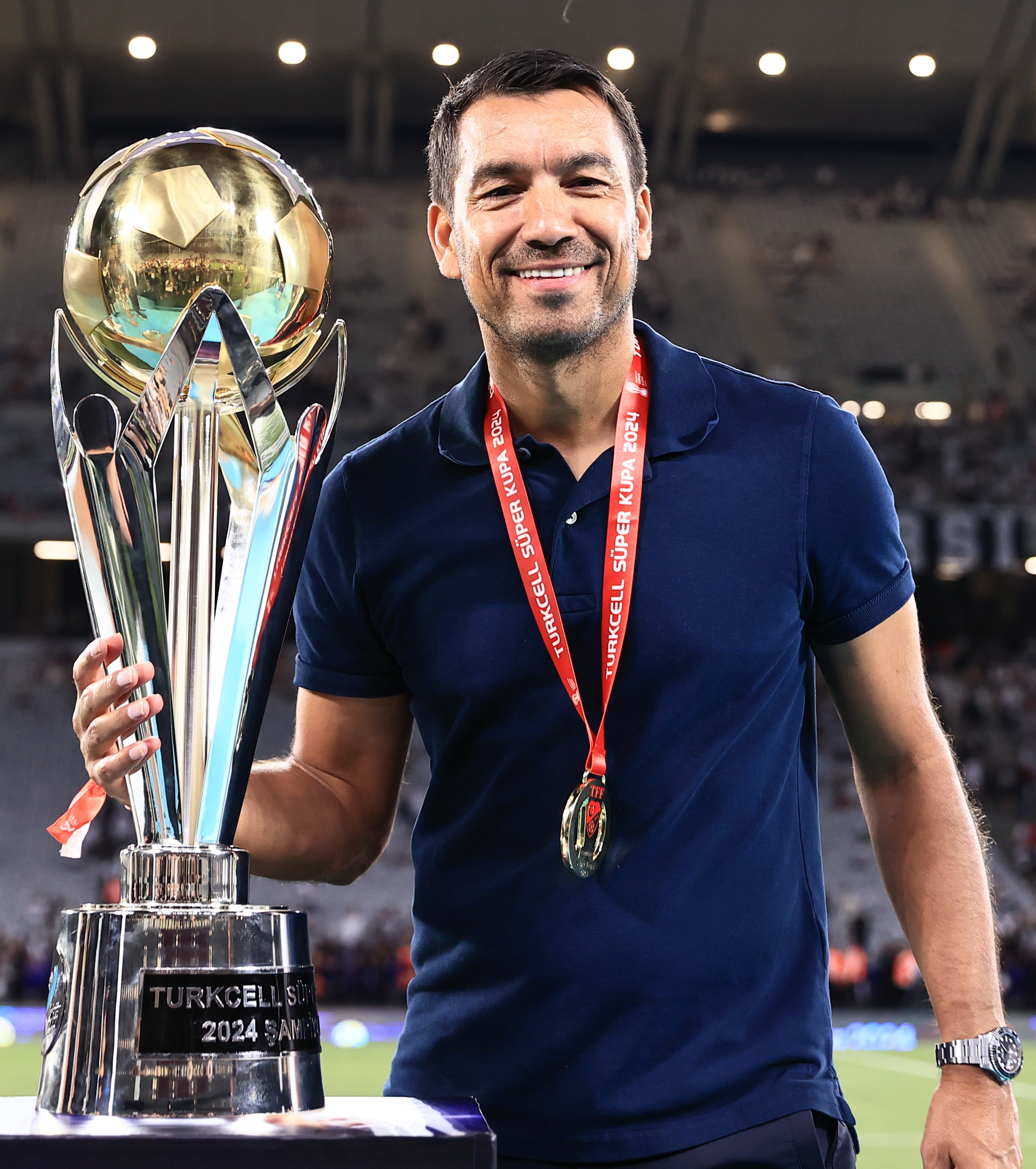
Giovanni van Bronckhorst (* 1975)

- Bronckhorst, Jan Gerritsz van (* 1603), niederländischer Maler
- Bronckhorst, Joost von (* 1503), Graf von Bronckhorst und Herr zu Borculo und Lichtenvoorde
- Bronckhorst-Batenburg, Johann Jakob von (1582–1630), kaiserlicher Feldmarschall
- Bronckhorst-Batenburg, Johann von († 1504), Dompropst im Bistum Münster
- Bronckhorst-Gronsfeld, Jost Maximilian von († 1662), kurbayerischer Generalfeldmarschall

### Brond
- Brøndal, Viggo (1887–1942), dänischer Romanist und Sprachphilosoph
- Brondani, Jean-Claude (* 1944), französischer Judoka
- Brøndbo, Magnus (* 2005), norwegischer Fußballspieler
- Brondel, Jean-Baptiste (1842–1903), belgischer Geistlicher und Bischof von Vancouver Island und Helena
- Brondello, Sandy (* 1968), australische Basketballtrainerin und -spielerin
- Bronder, Ute (* 1961), deutsche Schauspielerin und Synchronsprecherin
- Brondgeest, Paulus Quirinus (1835–1904), niederländischer Mediziner
- Brondi, Vasco (* 1984), italienischer Cantautore und Schriftsteller
- Brøndsted, Henning (1923–1998), dänischer Richter
- Brøndsted, Johannes (1890–1965), dänischer Archäologe, Prähistoriker und Direktor des Dänischen Nationalmuseums (1951–1960)
- Brøndsted, Peter Oluf (1780–1842), dänischer Archäologe und Philologe
- Brondukow, Boryslaw (1938–2004), sowjetischer und ukrainischer Schauspieler und Volkskünstler
- Brøndum, Henning E. (1916–1947), dänischer Nationalsozialist
- Brøndum, Lene (* 1947), dänische Schauspielerin
- Brøndum-Nielsen, Johannes (1881–1977), dänischer Philologe

### Brone
- Bronée, Helge Christian (1922–1999), dänischer Fußballspieler
- Broneer, Oscar (1894–1992), schwedisch-amerikanischer Klassischer Archäologe
- Broner, Adrien (* 1989), US-amerikanischer Boxer
- Broner, E. M. (1927–2011), US-amerikanische Schriftstellerin und Feministin
- Broner, Erwin (1898–1971), deutschamerikanischer Architekt und Maler
- Broneske, Otto (1899–1989), deutscher Journalist und Vertriebenenfunktionär
- Bronewizkaja, Ilona Alexandrowna (* 1961), russische Schauspielerin, Sängerin und Moderatorin
- Bronewoi, Leonid Sergejewitsch (1928–2017), sowjetischer bzw. russischer Schauspieler

### Bronf
- Bronfen, Elisabeth (* 1958), deutsche Kultur- und Literaturwissenschaftlerin und BuchautorinElisabeth Bronfen (* 1958)

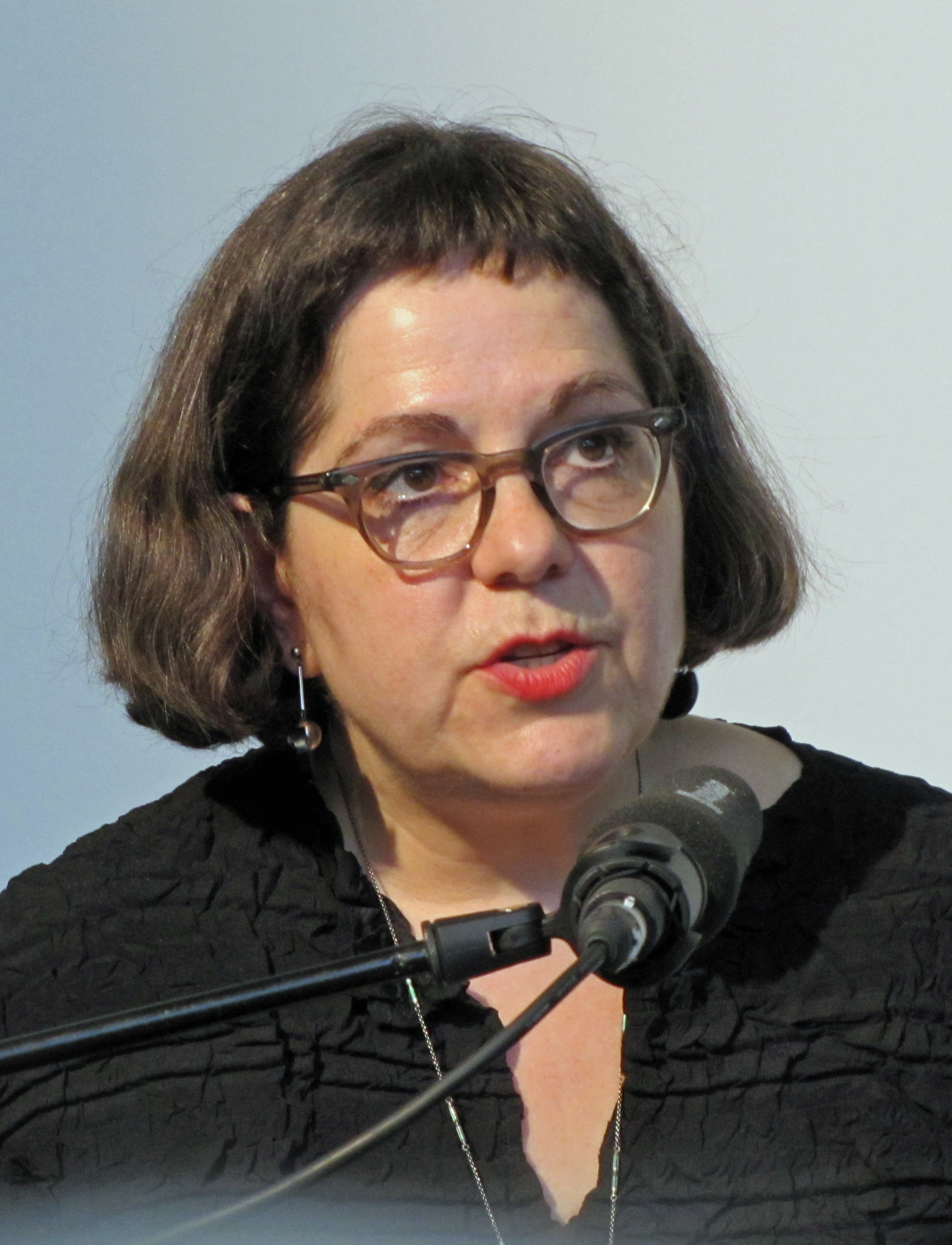
Elisabeth Bronfen (* 1958)

- Bronfenbrenner, Urie (1917–2005), US-amerikanischer Entwicklungspsychologe
- Bronfman senior, Edgar Miles (1929–2013), kanadisch-amerikanischer Unternehmer; Präsident des Jüdischen Weltkongresses (1981–2007)Edgar Miles Bronfman senior (1929–2013)

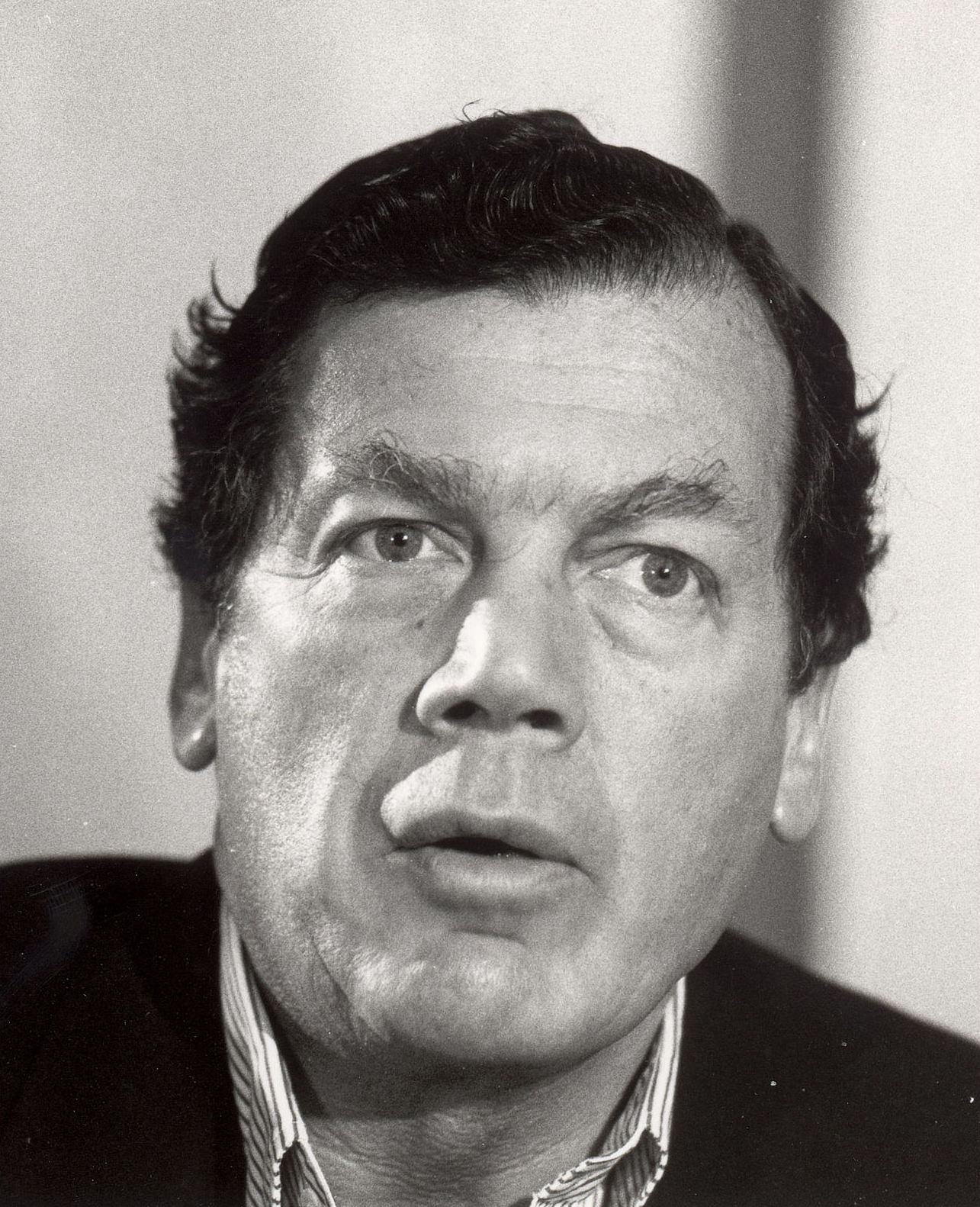
Edgar Miles Bronfman senior (1929–2013)

- Bronfman, Charles (* 1931), kanadischer Unternehmer und Philanthrop
- Bronfman, Clare, amerikanische Kriminelle
- Bronfman, Edgar Miles junior (* 1955), US-amerikanischer Geschäftsmann
- Bronfman, Samuel (1891–1971), kanadischer Unternehmer
- Bronfman, Yefim (* 1958), US-amerikanisch-israelischer Pianist

### Brong
- Bronger, Welf (1932–2012), deutscher Chemiker und Hochschullehrer
- Bronger, Wim (1888–1965), niederländischer Fußballspieler
- Brongersma, Edward (1911–1998), niederländischer Politiker
- Brongersma, Leo Daniël (1907–1994), niederländischer Herpetologe
- Brongersma, Mark L. (* 1969), niederländischer Physiker im Bereich der Nanooptik
- Brongersma, Titia, niederländische Dichterin und Pionierin der prähistorischen Archäologie
- Brongersma-Sanders, Margaretha (1905–1996), niederländische Geochemikerin, Geobiologin, Ozeanographin und Paläontologin
- Brongniart, Adolphe (1801–1876), französischer Botaniker und Phytopaläontologe
- Brongniart, Alexandre (1770–1847), französischer Chemiker, Mineraloge, Geologe sowie Zoologe
- Brongniart, Alexandre-Théodore (1739–1813), französischer Architekt
- Brongniart, Charles (1859–1899), französischer Paläontologe und Entomologe

### Bronh
- Bronhill, June (1929–2005), australische Opernsängerin (Sopran)

### Broni
- Broniatowska, Katarzyna (* 1990), polnische Mittelstreckenläuferin
- Broniatowski, Karol (* 1945), polnischer Bildhauer
- Broniecki, Irmela (1944–2019), deutsche Fechterin und Olympiateilnehmerin
- Broniewski, Kajetan (* 1963), polnischer Ruderer
- Broniewski, Władysław (1897–1962), polnischer Dichter
- Bronikowski, Franciszek (1907–1964), polnischer Ruderer
- Bronikowski, Kazimierz (1861–1909), polnischer Polonist, Germanist, Pädagoge und Übersetzer
- Bronilla, Rich (* 1975), kanadischer Eishockeyspieler
- Brönimann, Nadia (* 1969), Schweizer Buchautorin und Transfrau
- Bronin, Luke (* 1979), US-amerikanischer Politiker und Anwalt, Bürgermeister von Hartford (seit 2016)
- Broniš, Roman (* 1976), slowakischer Radrennfahrer
- Bronisch, Benjamin (* 1993), deutscher Schauspieler
- Bronisch, Christian Wilhelm (1788–1881), sorbischer Pfarrer und Sprachwissenschaftler in der Niederlausitz
- Bronisch, Gotthelf Matthias (1868–1937), niedersorbischer Pfarrer und Sprachforscher
- Bronisch, Gotthilf (1900–1982), deutscher Rechtsanwalt
- Bronisch, Matthias (* 1937), deutscher Autor
- Bronisch, Paul (1904–1989), deutscher Bildhauer
- Bronisch, Paul Friedrich (1830–1898), sorbischer Pfarrer und Schriftsteller in der Niederlausitz
- Broniszewski, Bartosz (* 1988), deutscher Fußballspieler

### Bronj
- Bronja, Hamza (* 2004), serbischer Fußballspieler

### Bronk
- Bronk, Detlev Wulf (1897–1975), US-amerikanischer Biophysiker und Wissenschaftsmanager
- Bronk, Otto von (1872–1951), deutscher Physiker und Fernsehpionier
- Bronk, William (1918–1999), US-amerikanischer Dichter
- Bronkhorst, Jan van (1494–1570), niederländischer Mathematiker und Hochschullehrer
- Bronkhorst, Peter (1946–2007), niederländischer Aktivist, Provo-Bewegung
- Bronkhorst, Wesly (* 1982), niederländischer Sänger

### Bronl
- Brønlund, Evald (* 1949), grönländischer Politiker (Inuit Ataqatigiit)
- Brønlund, Jørgen (1877–1907), grönländischer Katechet und Polarforscher

### Bronn
- Bronn, Dylan (* 1995), tunesischer Fußballspieler
- Bronn, Heinrich Georg (1800–1862), deutscher Geologe und Paläontologe
- Bronne, Carlo (1901–1987), belgischer Schriftsteller und Jurist
- Brönneke, Reiner (1929–1995), deutscher Schauspieler und Synchronsprecher
- Brönneke, Stefan (* 1964), deutscher Synchronsprecher und Filmregisseur
- Bronnemüller, Elias, norddeutscher Komponist
- Bronnen, Arnolt (1895–1959), österreichischer Schriftsteller
- Bronnen, Barbara (1938–2019), deutsche Schriftstellerin
- Bronnen, Franziska (* 1940), deutsche SchauspielerinFranziska Bronnen (* 1940)

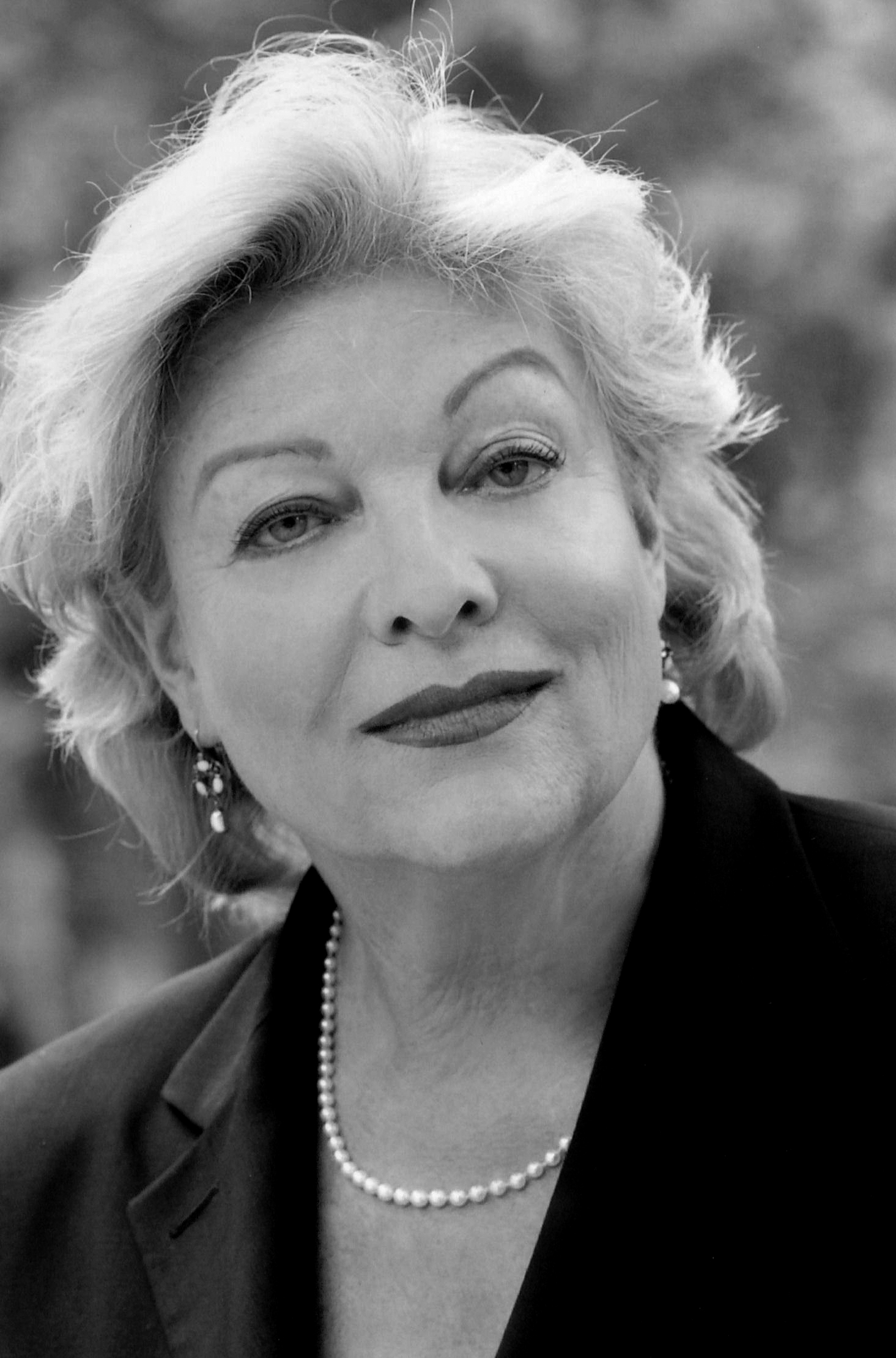
Franziska Bronnen (* 1940)

- Bronnenmeyer, Veit (* 1973), deutscher Schriftsteller
- Bronner, Albert (1914–1997), französischer Ophthalmologe und Hochschullehrer
- Bronner, Carl (1857–1936), deutscher Architekt, Bauforscher, Maler und Grafiker
- Bronner, David (1965–2023), österreichischer Produzent und Pianist
- Bronner, Eduard (1822–1885), deutscher Arzt, Revolutionär und Parlamentarier
- Brönner, Elisabeth (1880–1950), deutsche Politikerin (DDP), MdR
- Bronner, Ferdinand (1867–1948), österreichischer Schriftsteller und Dramatiker
- Bronner, Franz Xaver (1758–1850), Schweizer Publizist und Archivar
- Bronner, Gary N. (* 1961), simbabwischer Mammaloge, Biologe und Hochschullehrer
- Bronner, Georg, deutscher Komponist und Kantor
- Bronner, Gerhard (1922–2007), österreichischer Komponist, Autor, Musiker und Kabarettist
- Bronner, Gil (* 1962), deutscher Immobilienentwickler und Kunstsammler
- Bronner, Johann Philipp (1792–1864), deutscher Apotheker, Weinbaupionier, Rosenzüchter und Schriftsteller
- Brönner, Josef (1884–1958), deutscher Politiker (CDU), MdL, MdB
- Bronner, Lore (1906–2002), deutsche Bühnenleiterin und Schauspielerin
- Brönner, Melitta (* 1943), deutsche Klassische Archäologin
- Brönner, Nele (* 1977), deutsche Kinderbuchautorin, Illustratorin und Comiczeichnerin
- Bronner, Oscar (* 1943), österreichischer Zeitungsherausgeber und Maler
- Bronner, Robert J. (1907–1969), US-amerikanischer Kameramann
- Bronner, Stephen (* 1949), US-amerikanischer Politikwissenschaftler und Philosoph
- Brönner, Till (* 1971), deutscher Trompeter, Sänger, Komponist und ArrangeurTill Brönner (* 1971)

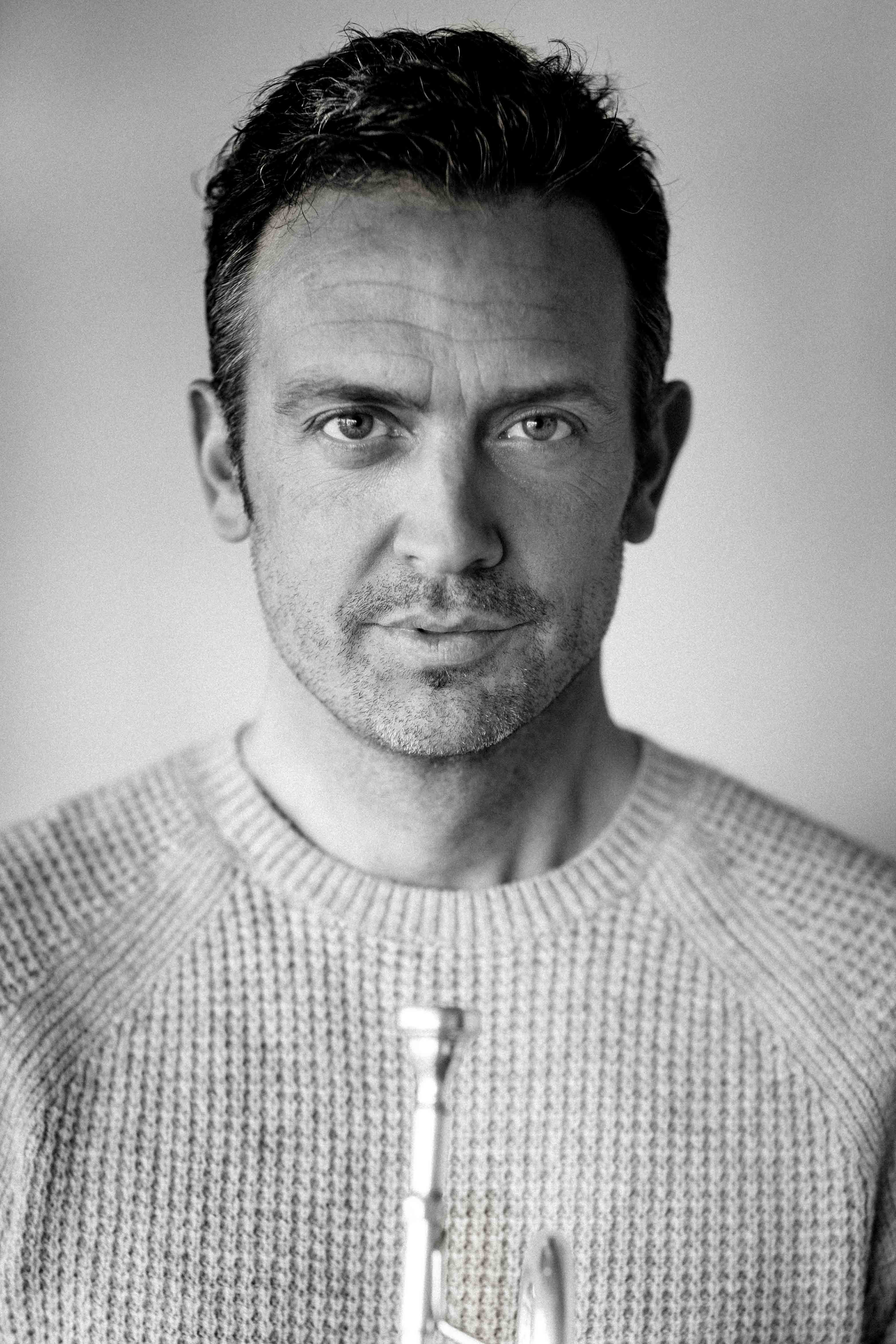
Till Brönner (* 1971)

- Bronner, Wilhelm (1954–2016), deutscher Maler
- Brönner, Wolfgang (* 1940), deutscher Kunsthistoriker, Denkmalpfleger und Hochschullehrer
- Bronnert, David Emil (1868–1928), deutscher Industrieller, Chemiker und Politiker
- Bronnert, Deborah (* 1967), britische Diplomatin
- Bronnert, Siegfried (* 1944), deutscher Fußballspieler
- Brönnimann, Andreas (* 1955), Schweizer Politiker (EDU)
- Brönnimann, Jan Galega (* 1969), Schweizer Jazzmusiker (Klarinetten, Saxophone, Komposition)
- Brönnimann, Thomas (* 1968), Schweizer Politiker (GLP)
- Brönnle, Karl (1879–1952), deutscher Politiker (KPD), MdL Württemberg
- Bronnsack, Renate (* 1941), deutsche Leichtathletin
- Brønnum-Jacobsen, Ego (1905–1978), dänischer Schauspieler

### Brono
- Bronold, Franz (1918–1943), deutscher Radsportler
- Bronowicki, Grzegorz (* 1980), polnischer Fußballspieler
- Bronowski, Jacob (1908–1974), britischer Mathematiker und Biologe

### Bronq
- Bronques, Merlin (* 1969), amerikanischer Fotograf

### Brons
- Brøns Petersen, Silje (* 1994), deutsch-dänische Handballspielerin
- Brøns, Anders Jonas (1949–2018), grönländischer Unternehmer
- Brons, Andrew (* 1947), britischer Politiker, MdEP
- Brons, Antje (1810–1902), deutsche Schriftstellerin, Kirchenhistorikerin
- Brons, Bernhard (1811–1893), deutscher Kaufmann und Politiker
- Brons, Bernhard (1831–1911), deutscher Kaufmann
- Brons, Jan (1865–1954), niederländischer Ingenieur und Unternehmer
- Brons, Johannes Cornelis (1884–1964), niederländischer Gouverneur von Niederländisch-Guayana (Suriname)
- Brons, Ysaak (1802–1886), deutscher Politiker, Mitglied der Frankfurter Nationalversammlung
- Bronsard, Christian (* 1977), deutsch-kanadischer Eishockeyspieler

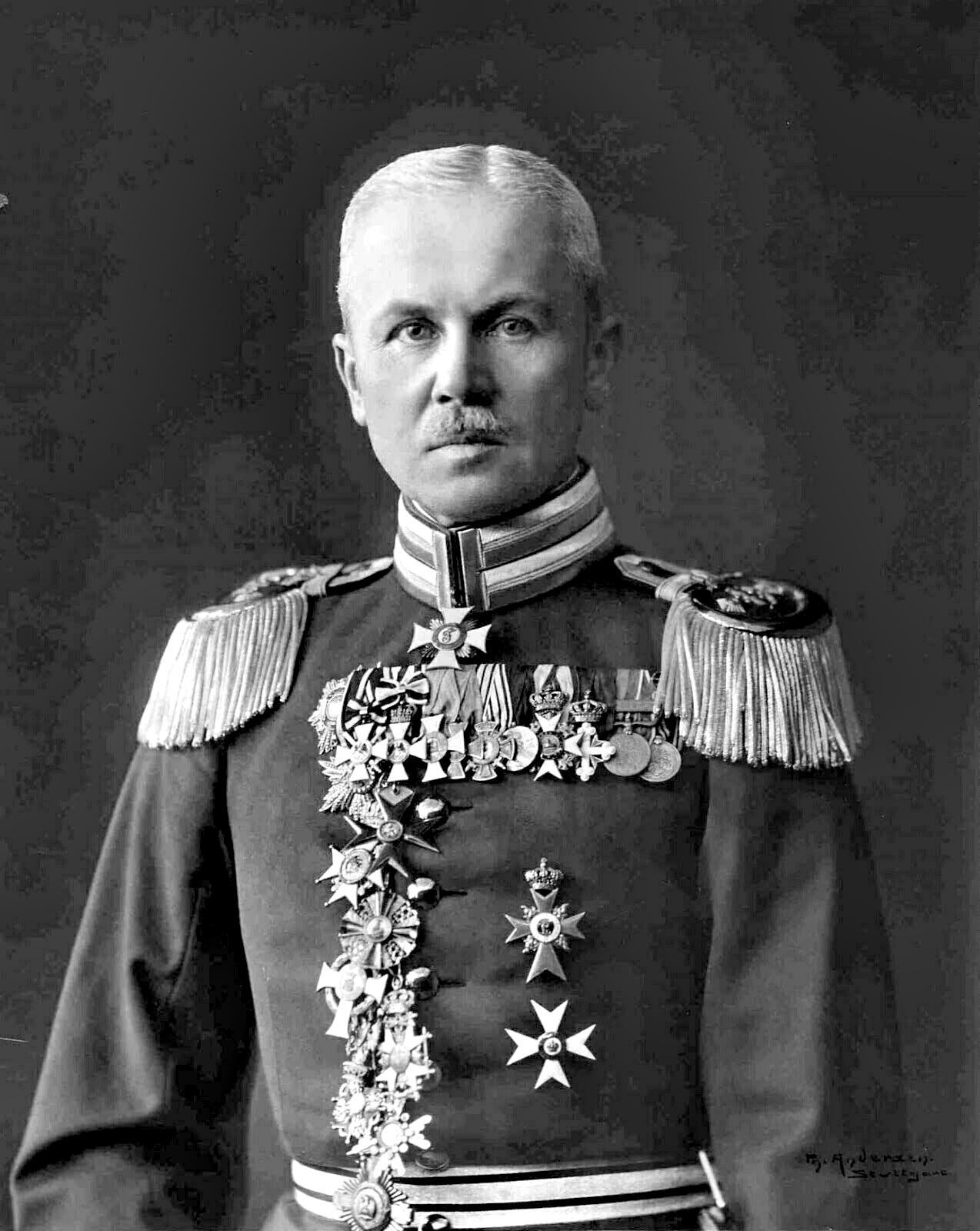
Friedrich Bronsart von Schellendorf (1864–1950)

- Bronsart von Schellendorf, Friedrich (1864–1950), preußischer Generalleutnant; General in der osmanischen ArmeeFriedrich Bronsart von Schellendorf (1864–1950)
- Bronsart von Schellendorf, Hans (1830–1913), deutscher Komponist und Pianist
- Bronsart von Schellendorf, Ingeborg (1840–1913), deutsche Pianistin und Komponistin
- Bronsart von Schellendorff, Bernhard (1866–1952), deutscher Generalstabsoffizier, zuletzt Generalmajor
- Bronsart von Schellendorff, Fritz (1868–1918), preußischer Lieutenant, Tierzüchter sowie Autor
- Bronsart von Schellendorff, Heinrich (1803–1874), preußischer Generalleutnant, Generalintendant der Armee
- Bronsart von Schellendorff, Heinrich-Walter (1906–1944), deutscher Offizier, zuletzt Generalmajor im Zweiten Weltkrieg
- Bronsart von Schellendorff, Paul (1832–1891), preußischer General der Infanterie und Kriegsminister
- Bronsart von Schellendorff, Walther (1833–1914), preußischer General der Infanterie und Kriegsminister
- Bronsart, Huberta von (1892–1978), deutsche Botanikerin und Astronomin
- Bronschtein, Ilja Nikolajewitsch (1903–1976), sowjetischer angewandter Mathematiker
- Bronsgeest, Cornelis (1878–1957), niederländisch-deutscher Opernsänger in der Stimmlage Bariton
- Bronshtein, Yuval (* 1984), israelischer Pokerspieler
- Bronsit, Konstantin Eduardowitsch (* 1965), russischer Animator und Filmregisseur
- Brońska-Pampuch, Wanda (1911–1972), deutsch-polnische Publizistin und Übersetzerin
- Bronski, Michael (* 1949), US-amerikanischer Autor und Historiker
- Broński, Mieczysław (1882–1938), polnischer Politiker (SDKPiL) und Autor sowie sowjetischer Diplomat, Botschafter in Wien (1920–1922)
- Bronski, Steve (1960–2021), britischer Singer-Songwriter und Keyboarder
- Bronsky, Alina (* 1978), russisch-deutsche Schriftstellerin
- Bronson, Betty (1906–1971), US-amerikanische Schauspielerin
- Bronson, Bryan (* 1972), US-amerikanischer Leichtathlet
- Bronson, Charles (1921–2003), US-amerikanischer SchauspielerCharles Bronson (1921–2003)

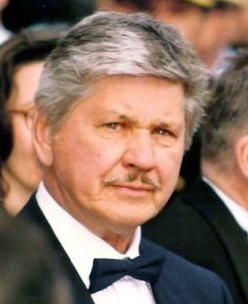
Charles Bronson (1921–2003)

- Bronson, Charles (* 1952), britischer Häftling und Bare-knuckle-Boxer
- Bronson, David (1800–1863), US-amerikanischer Politiker
- Bronson, Greene C. (1789–1863), US-amerikanischer Jurist und Politiker
- Bronson, Hugh (* 1961), deutscher Politiker (AfD), MdA
- Bronson, Isaac H. (1802–1855), US-amerikanischer Jurist und Politiker
- Bronst, Andreas (* 1957), deutscher Gerätturner
- Brønsted, Johannes Nicolaus (1879–1947), dänischer Chemiker
- Bronstein, Dawid Ionowitsch (1924–2006), russischer Schachgroßmeister
- Bronstein, Hila (* 1983), deutsch-israelische Popsängerin
- Bronstein, Mary (* 1979), US-amerikanische Filmregisseurin, Drehbuchautorin und Schauspielerin
- Bronstein, Matwei Petrowitsch (1906–1938), russischer Physiker
- Bronstein, Michael (* 1980), israelischer Informatiker
- Bronstert, Axel (* 1959), deutscher Hydrologe und Hochschullehrer
- Bronstert, Franz (1895–1967), deutscher Maler des Expressionismus
- Bronston, Samuel (1908–1994), US-amerikanischer Filmproduzent
- Bronsveld, Cornelius (1905–1980), niederländischer Ordensgeistlicher und römisch-katholischer Erzbischof von Tabora

### Bront
- Brontë, Anne (1820–1849), britische Schriftstellerin
- Brontë, Branwell (1817–1848), britischer Maler und Autor
- Brontë, Charlotte (1816–1855), britische SchriftstellerinCharlotte Brontë (1816–1855)

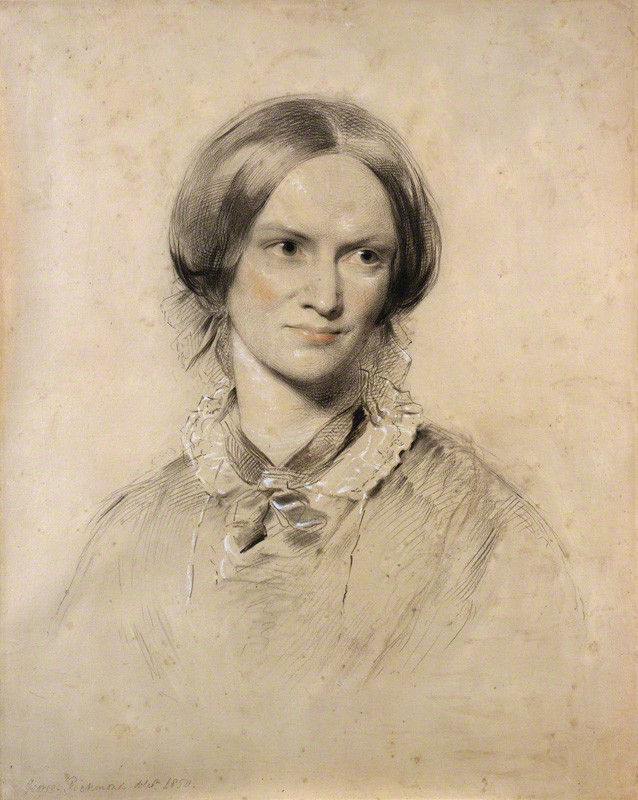
Charlotte Brontë (1816–1855)

- Brontë, Emily (1818–1848), britische SchriftstellerinEmily Brontë (1818–1848)

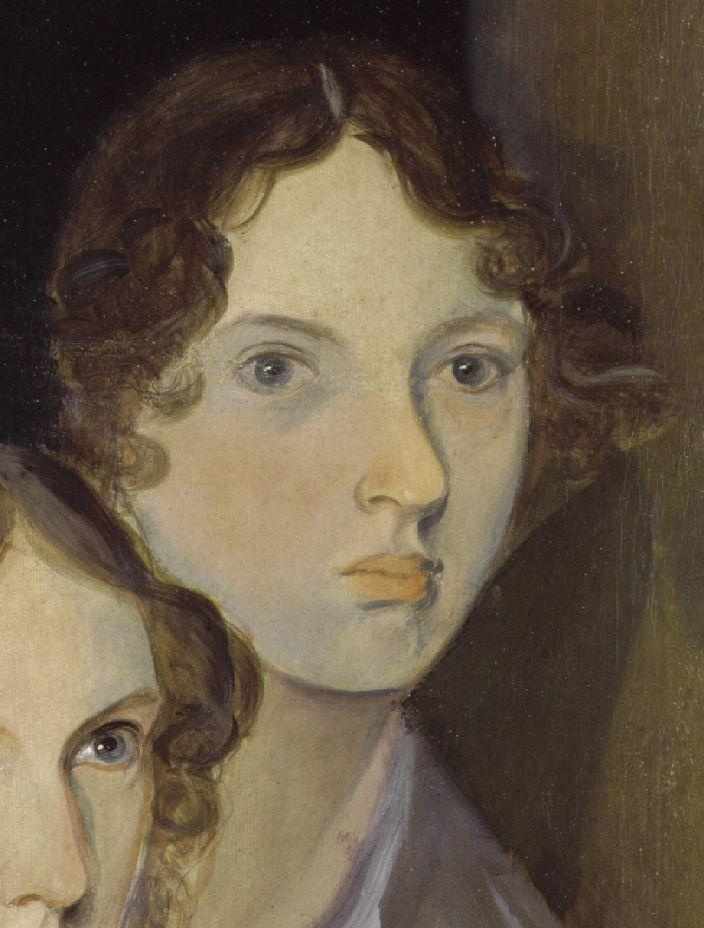
Emily Brontë (1818–1848)

- Brontë, Patrick (1777–1861), Geistlicher und Autor

### Bronz
- Bronze, Dave (* 1952), englischer Bassist
- Bronze, Lucy (* 1991), englische Fußballspielerin
- Bronzetti, Carl Joseph (1788–1854), bayerischer Offizier, Künstler, Grenzgänger und überzeugter Europäer
- Bronzetti, Denise (* 1972), san-marinesische Politikerin; Capitano Reggente (Staatsoberhaupt) von San Marino
- Bronzetti, Heinrich (1815–1882), bayerischer Generalmajor
- Bronzetti, Lucia (* 1998), italienische Tennisspielerin
- Bronzi, Enrico (* 1973), italienischer Cellist
- Bronzin, Vinzenz (1872–1970), österreichisch-italienischer Mathematiker
- Bronzini, Gianfranco (* 1967), Schweizer Bauingenieur
- Bronzini, Giorgia (* 1983), italienische Radrennfahrerin
- Bronzini, Giovanni Battista (1925–2002), italienischer Anthropologe und Volkskundler
- Bronzino, Agnolo (1503–1572), italienischer Maler
- Bronzoni, Gino, italienischer Autorennfahrer
- Bronzwaar, Myriam (* 1965), belgische Schauspielerin